# Beba Veche
Beba Veche (in ungherese Óbéb, in tedesco Altbeba ) è un comune della Romania di 1606 abitanti, ubicato nel distretto di Timiș, nella regione storica del Banato. 
Il comune è formato dall'unione di 3 villaggi: Beba Veche, Cherestur, Pordeanu.
Beba Veche è in assoluto il comune più occidentale di tutta la Romania e confina sia con la Serbia che con l'Ungheria.
Di un certo interesse è la Chiesa ortodossa di Beba Veche, costruita nel 1746.